# Erik the Viking
Erik the Viking is een Britse film uit 1989 geschreven en geregisseerd door Terry Jones. De film is geïnspireerd door het kinderboek The Saga of Erik the Viking uit 1983, eveneens van Terry Jones, maar het verhaal is anders. De titelrol wordt vertolkt door Tim Robbins, de slechterik door John Cleese en Terry Jones zelf heeft een kleine rol.
De oorspronkelijke versie duurde 100 minuten. Voor de Britse markt maakte Jones een versie van 90 minuten. In 2006 maakten Jones en zijn zoon een Director's Son's Cut van 75 minuten.

## Verhaal
Na een poging tot het verkrachten van een meisje (Bond) op een van de strooptochten van de Vikingen komt Erik (Robbins) tot de conclusie dat al dat vechten en geweld niet de manier is. Het is echter het tijdperk van Ragnarok, een tijdperk van Zwaard en Bijl, waarin Fenrir de wolf de Zon heeft opgeslokt en de Goden slapen.
Erik stelt een bemanning samen en zeilt uit om voorbij de rand van de Wereld, over de Regenboogbrug, de goden van Asgaard te wekken, en zo Ragnarok te beëindigen. De dorpssmid (Cady) en zijn assistent (Sher) profiteren echter van de wapenverkoop die aangejaagd wordt door de voortdurende staat van oorlog. Ze roepen de hulp in van krijgsheer Halfdan de Zwarte (Cleese), en proberen de missie van Erik te saboteren.
Na het vinden en aanblazen van de Klinkende Hoorn worden ze getransporteerd naar Asgaard. In het paleis van de goden ontmoet de bemanning hun dode kennissen en verwanten. De goden proberen de bemanning te beletten terug te keren naar Midgaard, maar het opnieuw aanblazen van de hoorn brengt ze terug. Tegelijk wordt Halfdan de Zwarte gedood, verschijnt de Zon, en is het tijdperk van Ragnarok voorbij.